# Neuhegi

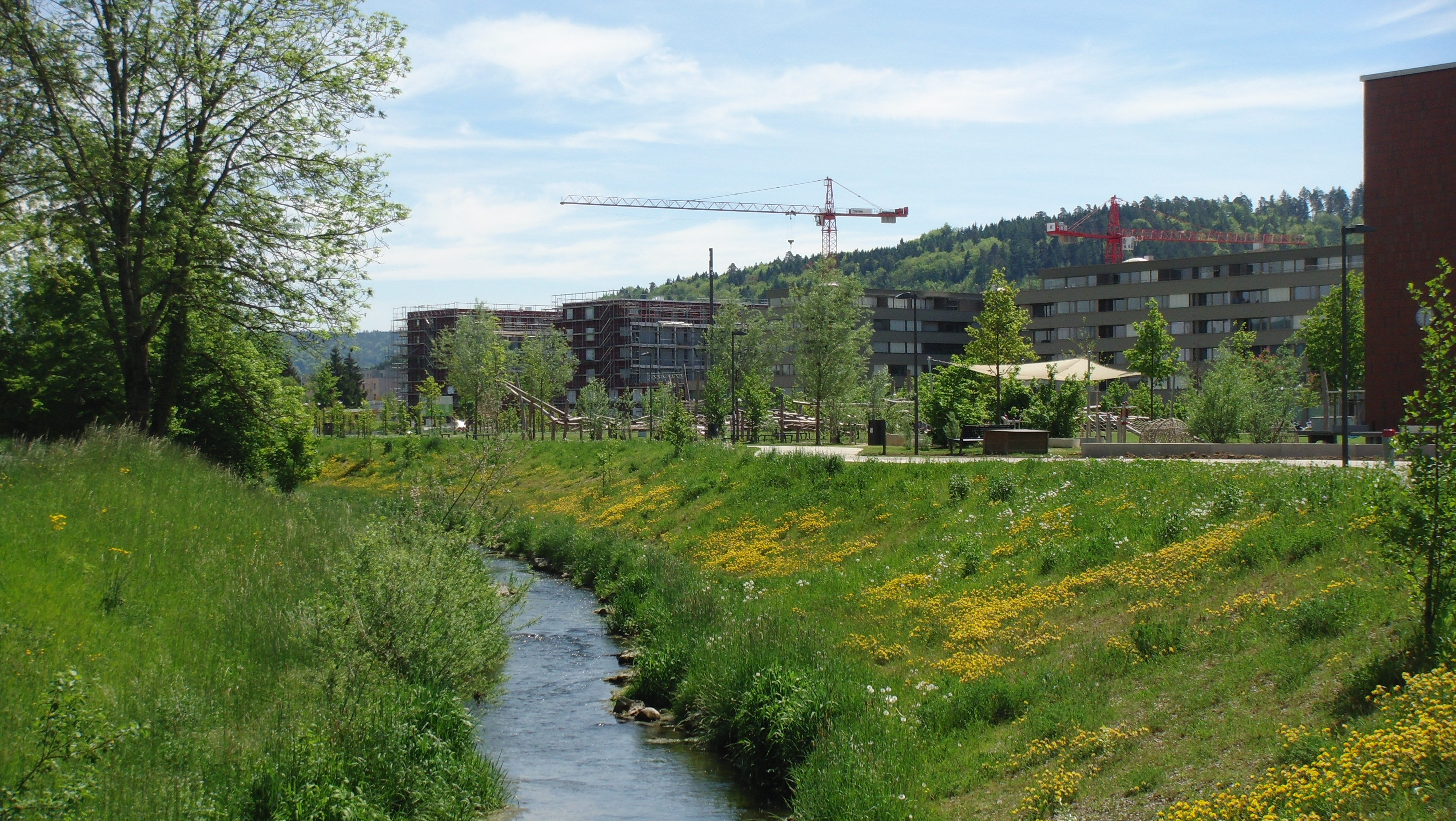
Eulach, Wohnbauten Liz und Gesewo

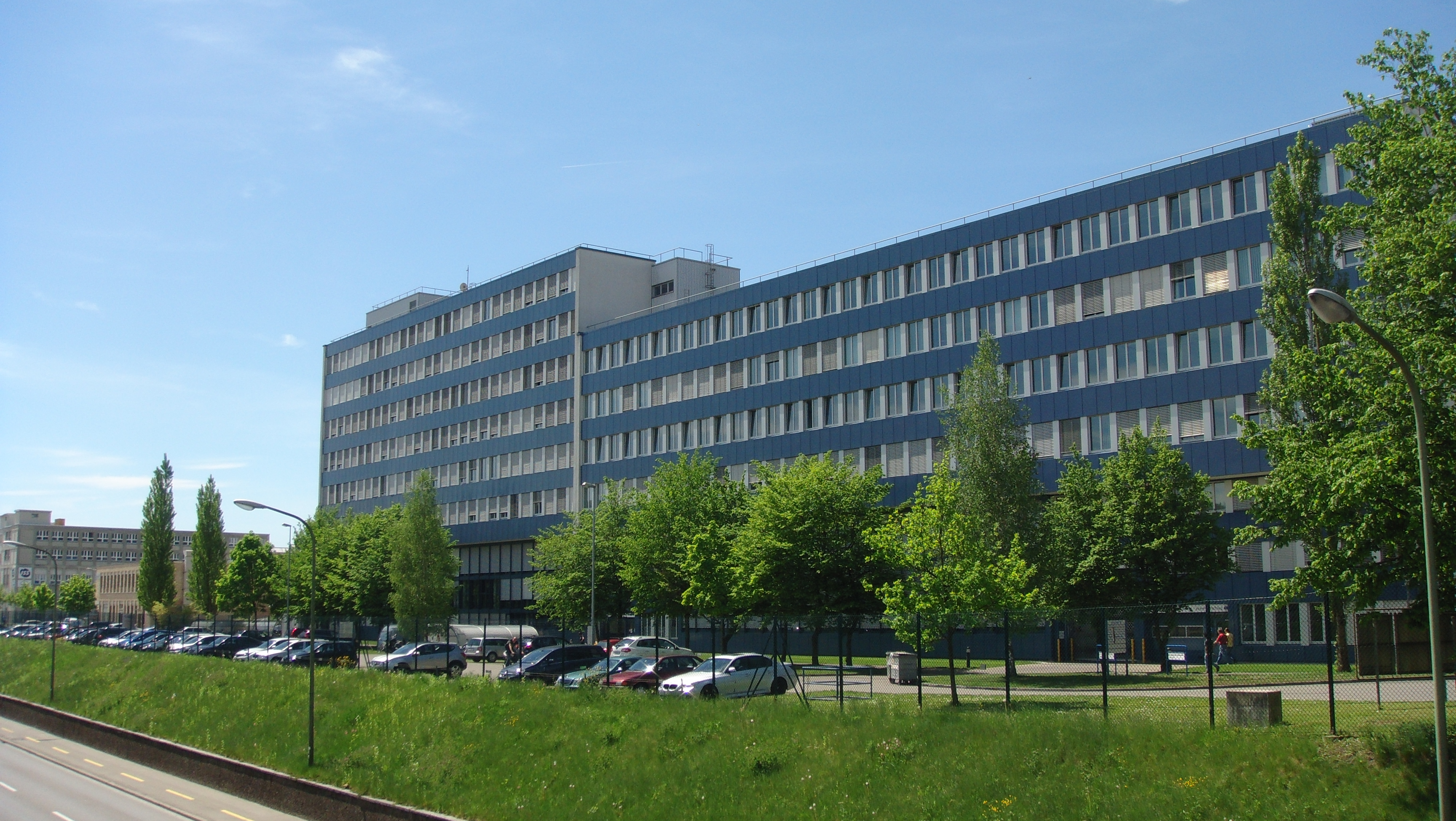
Industriegebäude

Neuhegi ist die amtliche Bezeichnung eines Stadtentwicklungsgebietes im Stadtkreis Oberwinterthur der Stadt Winterthur. Das Gebiet umfasst Teile der bestehenden Quartiere Grüze und Hegi und liegt zwischen den Bahnlinien Winterthur-Frauenfeld und Winterthur-Wil. Im Norden bildet die Eulach die Grenze von Neuhegi. Der Name Neuhegi für das Entwicklungsgebiet wurde im Jahr 2009 durch den Stadtrat von Winterthur verfügt.

## Allgemeines
Das Gebiet Neuhegi gehört zu den bedeutendsten Stadtentwicklungsgebieten des Kantons Zürich. Im Endausbau soll Neuhegi Platz für rund 4000 Einwohner sowie 6000 Arbeitsplätze bieten. Bereits heute sind in Neuhegi international tätige High-Tech-Firmen angesiedelt. Mehrere grosse Wohnbauprojekte wurden realisiert, unter anderem die schweizweit erste Null-Energie-Wohnüberbauung. Ein neuangelegter Stadtpark steht den Bewohnern für Freizeitaktivitäten zur Verfügung. Langfristig rechnen die Stadtbehörden damit, dass sich in Neuhegi ein zweites Stadtzentrum für Winterthur entwickelt (sogenannte «bipolare Stadt»).

## Geschichte
Mit der Aufgabe des Produktionsstandortes Oberwinterthur durch die Sulzer AG wurde ein grosses Areal im Osten der Stadt Winterthur zum Stadtentwicklungsgebiet. Die Sulzer AG brachte ihr Industrieareal vorerst unter der Bezeichnung Sulzerpark zum Verkauf. Im Jahr 2010 kaufte der Baukonzern Implenia für 81,2 Millionen Franken alle bis dahin noch nicht verkauften Areale von der Sulzer AG.
Die Stadtbehörden von Winterthur setzen sich stark für eine nachhaltige Entwicklung im Gebiet Neuhegi ein. 2001 wurde ein Rahmenplan Oberwinterthur erarbeitet und 2007 präsentierte der Stadtrat die Entwicklungsstrategie Oberwinterthur, welche in Zusammenarbeit mit dem Büro KCAP entwickelt wurde. In den Jahren 2008/2009 überarbeitete der Stadtrat den Rahmenplan von 2001 zu einem neuen Rahmenplan Neuhegi.
Im Februar 2024 stellte sich heraus, dass der öffentliche Gestaltungsplan, welcher eine maximale Bauhöhe von 60 m vorsah, diesbezüglich fehlerhaft war. Einschränkungen aus einem naheliegenden Segelflughafen waren unberücksichtigt geblieben. Infolgedessen musste ein Hochhausprojekt gestoppt werden.

## Gebäude, Park, Siedlungen
- Am Eulachpark: Wohnüberbauung mit rund 110 Wohnungen. 2004–2006.
- Eulachhof: Nullenergie-Wohnüberbauung mit rund 130 Wohnungen. 2006–2008.
- Eulachpark: öffentliche Parkanlage auf 6 Hektaren. 2006–2012 (Etappe 1–3), 2018–2019 (Etappe 4).
- Liz: Wohn- und Gewerbeüberbauung mit rund 130 Wohnungen. 2009–2011.
- Max: Wohn- und Gewerbeüberbauung mit rund 140 Wohnungen. 2009–2011.
- Residenz im Park: Wohnüberbauung mit rund 80 Wohnungen. 2010–2012.
- Halle 710: Soziokulturhalle im Besitz der Stadt Winterthur. Umbau: 2011/2012.
- Giesserei – das Mehrgenerationenhaus: Wohn- und Gewerbeüberbauung mit rund 160 Wohnungen. 2011–2013.
- Roy: Wohn- und Gewerbeüberbauung mit rund 220 Wohnungen. 2013–2016.
- Schulhaus Neuhegi. 2015–2018.
- Sue & Til: Überbauung mit rund 300 Wohnungen. 2016–2018.
- TownVillage – Wohnen, Arbeiten, Begegnen: Überbauung mit 61 Wohnungen, Werkstätten u. a. 2017–2021.
- Vivale – Seniorenzentrum: 121 Pflegeplätze, 36 Alterswohnungen. 2019–2021.
- Kim: Wohn- und Gewerbeüberbauung mit rund 450 Wohnungen. 2019-2021.
- Vantage ZRH 1: Grossrechenzentrum. 2020-2021.
- Campo: Sammlung der Stiftung für Kunst, Kultur und Geschichte SKKG. (geplant)
- Manufakt 8409: Innovationspark mit Laborplätzen. (geplant)
- Hochhaus Oase: 24 Pflegezimmer, 24 Pflegestudios, 85 Wohnungen. (geplant)

## Verkehr
Das Gebiet Neuhegi wird von drei Bahnstationen erschlossen. Am westlichen Ende befindet sich der Bahnhof Winterthur Grüze, im Norden der Bahnhof Oberwinterthur und im Süden die Bahnstation Winterthur-Hegi (seit 2006). Zudem erschließen die Linien 5 und 7 der Stadtbus Winterthur einen Teil von Neuhegi.

## Eulachpark

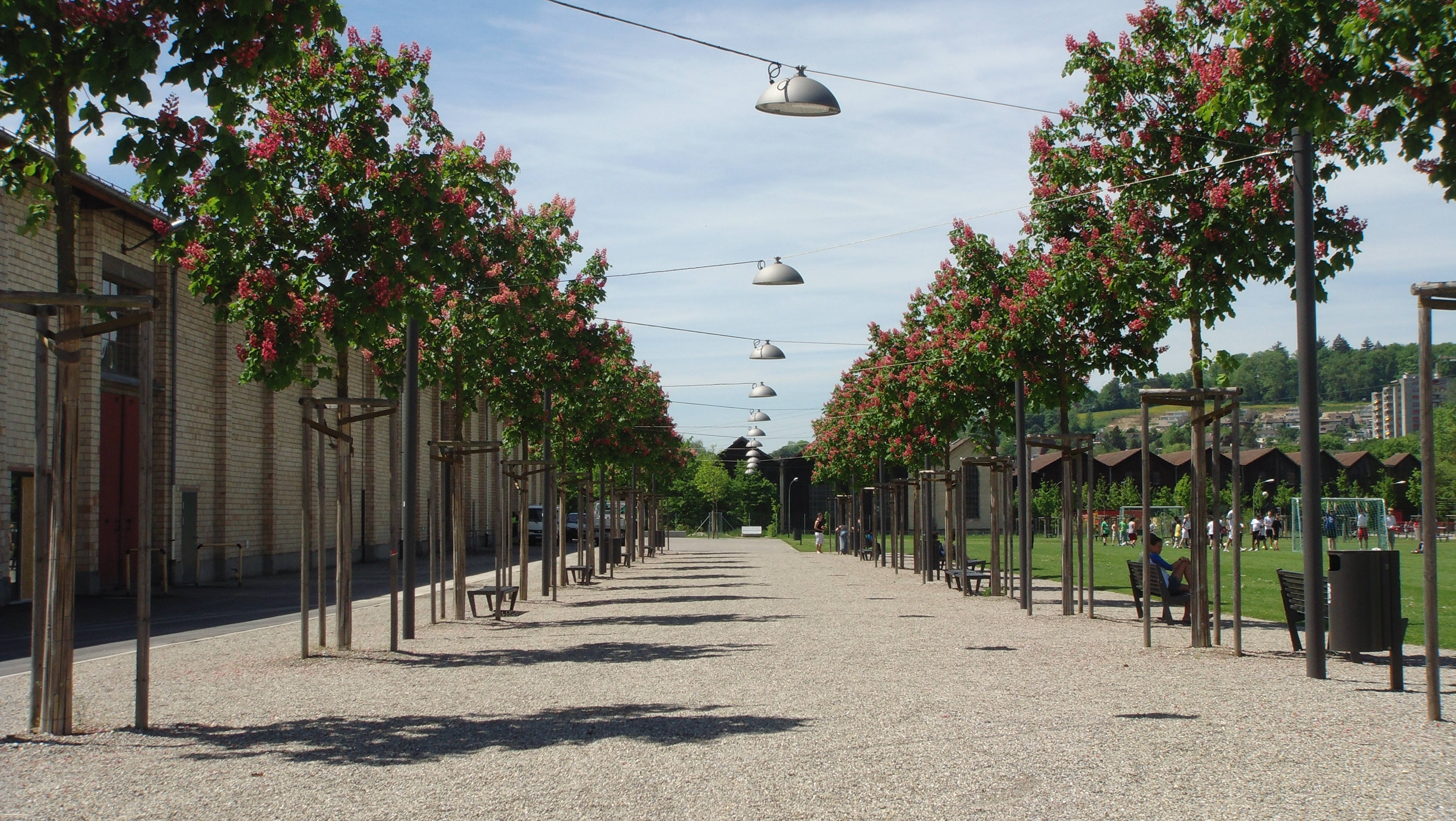
Allee im Eulachpark

Der Eulachpark ist ein auf einer Fläche von sechs Hektaren künstlich angelegter Park. Das Land für den Park wurde der Stadt Winterthur von der Sulzer Immobilien AG kostenlos abgetreten. Die Baukosten übernahm die Stadt Winterthur. Der Park wurde in vier Etappen gebaut. Im August 2010 wurden die ersten zwei Bauetappen vollendet und der Park mit einem Quartierfest eingeweiht. Die vierte und letzte Bauetappe wurde im Sommer 2019 beendet.

## Halle 710

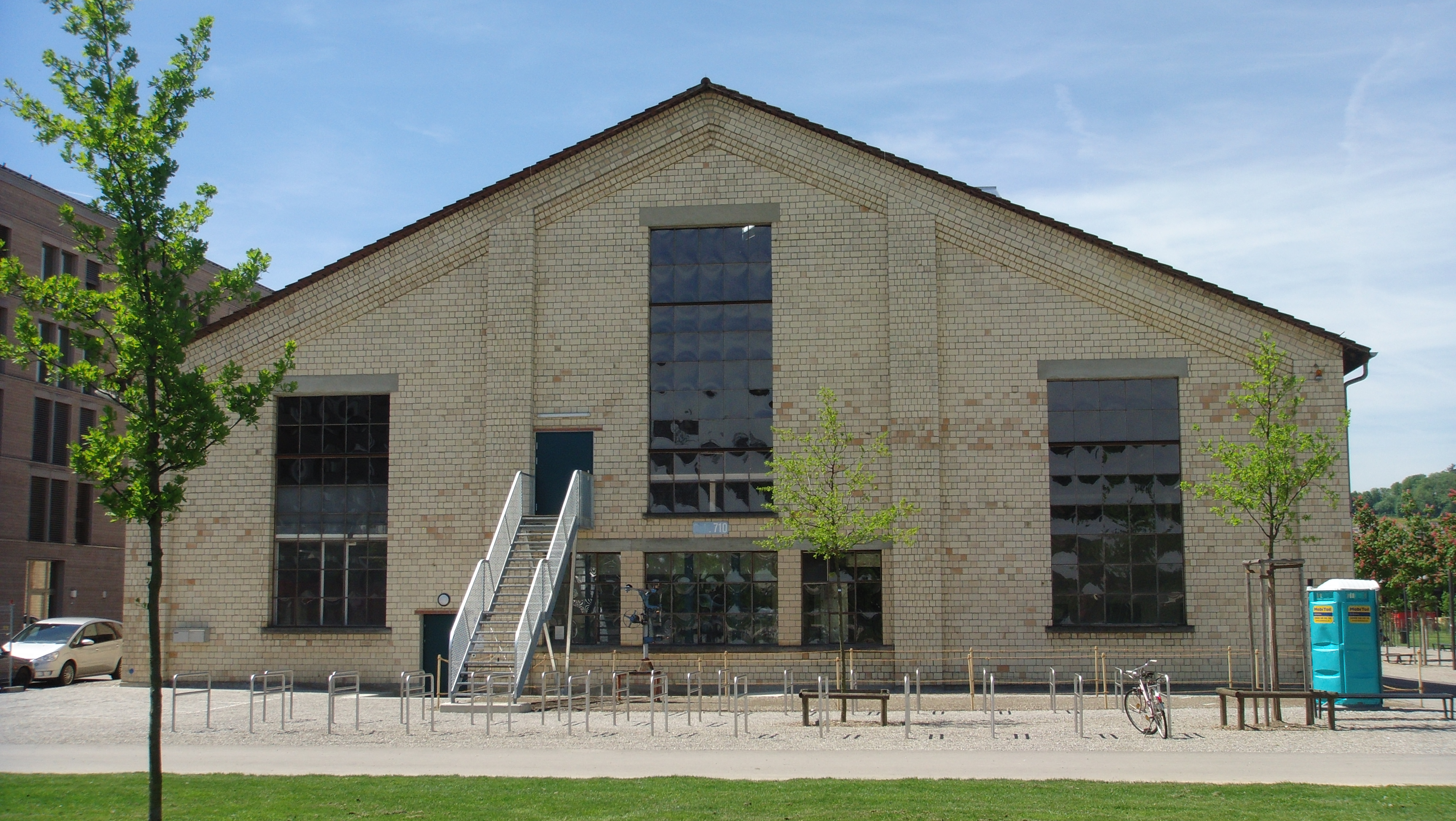
Halle 710

Ein Zeugnis für die industrielle Vergangenheit von Neuhegi ist die ehemalige Sulzer-Industriehalle 710. Sie befindet sich seit 2007 im Besitz der Stadt Winterthur. Die Halle 710 steht direkt am Eulachpark und wird als Veranstaltungsort genutzt. Die Halle wurde baulich nur leicht verändert und hat ihren industriellen Charakter bewahrt.